# 考特妮·布鲁斯
考特妮·布鲁斯（英語：Courtney Bruce，1993年12月8日—），澳大利亚女子篮网球运动员。她曾代表澳大利亚参加2018年和2022年英联邦运动会篮网球比赛，获得一枚金牌和一枚银牌。